# Дубоко у теби
Дубоко у теби је други студијски албум новосадске групе Лабораторија звука. Албум садржи 10 песама од којих је највећи хит Заборављена драга. Већи хитови су насловна нумера и Ја ћу тебе. Изашао је 1982. године у издању Југотона.

## Списак песама
1. Дубоко У Теби
2. О, Ма-Мама
3. Усамљеност
4. Трофазни Заводник
5. Бонy Мороние
6. Ја Ћу Тебе...
7. Страга, Спреда
8. Заборављена Драга
9. Јазз Генерација

10. Одлазим, Долазим

## Постава
- Бубњеви: Иван Кашик
- Гитаре: Пис-Спи Цветановић
- Саксофон: Деже Молнар

## Занимљивости
Пре концерта у Новом Месту, на промотивном плакату групе, непознати грађанин је уочио физичке сличности између дотичног Вилмоша и тада 2 године мртвог председника и оптужио групу за вређање.
Спот за песму Заборављена драга има 2 верзије. Прва верзија је емитована у емисији Рокументи, а друга је оригинална.